# Gavin Thredgold
Gavin Thredgold (6 de octubre de 1961) es un deportista australiano que compitió en remo como timonel.
Participó en los Juegos Olímpicos de Los Ángeles 1984, obteniendo una medalla de bronce en la prueba de ocho con timonel. Ganó una medalla de bronce en el Campeonato Mundial de Remo de 1983.

## Remo estatal y de club
Thredgold estudió en la Pulteney Grammar School, donde se inició en el remo. Su club de remo superior fue el Adelaide Rowing Club.
Fue seleccionado por primera vez para Australia Meridional en el ocho juvenil de 1979 que disputó el trofeo Noel Wilkinson en la Regata Interestatal dentro de los Campeonatos Australianos de Remo. En 1980 volvió a dirigir el ocho juvenil de Australia Meridional. En 1982 fue seleccionado para timonear el ocho masculino sénior de Australia Meridional que compitió y ganó la Copa del Rey de 1982 en la Regata Interestatal. Estuvo en la popa de otro exitoso ocho de la Copa del Rey de Australia Meridional en 1983 y luego en un segundo puesto en 1984. Posteriormente, en 1985 y 1986, fue el entrenador de los ochos de la Copa del Rey de Australia Meridional.

## Palmarés internacional
| Juegos Olímpicos   | Juegos Olímpicos             | Juegos Olímpicos  | Juegos Olímpicos |
| Año                | Lugar                        | Medalla           | Prueba           |
| ------------------ | ---------------------------- | ----------------- | ---------------- |
| 1984               | Los Ángeles (Estados Unidos) | Medalla de bronce | Ocho con timonel |
| Campeonato Mundial |                              |                   |                  |
| Año                | Lugar                        | Medalla           | Prueba           |
| 1983               | Duisburgo (RFA)              | Medalla de bronce | Ocho con timonel |